# Folkrepubliken Kinas statsråd

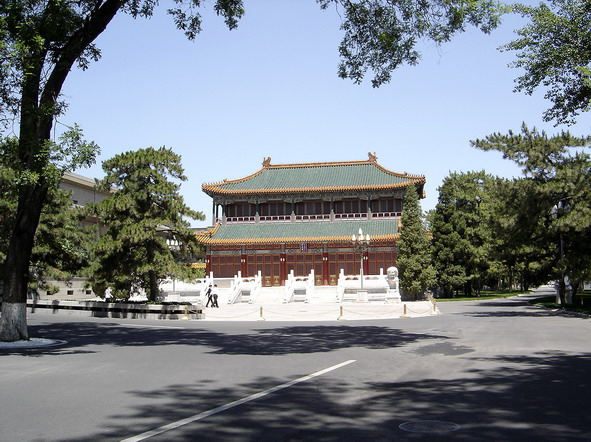
Ziguangge-paviljongen i Zhongnanhai, där Statsrådet har sitt säte.

Folkrepubliken Kinas statsråd (traditionell kinesiska: 國務院; förenklad kinesiska: 国务院; hanyu pinyin: Guówùyuàn) är det officiella namnet på Kinas centralregering. Statsrådet utses av Nationella folkkongressen och står i ansvar kongressens och ständiga utskott när kongressen inte är i session. Statsrådet leds av premiärministern och består av cheferna för statens ministerier och organ.
Statsrådet har sitt säte i Zhongnanhai, som det delar med Kinas kommunistiska parti. Statsrådet består totalt av cirka 50 personer och landets premiärminister är för närvarande Li Qiang.

## Statsrådets viktigaste ledamöter
| Ämbete                                                         | Innehavare             | Ämbetsperiod |
| -------------------------------------------------------------- | ---------------------- | ------------ |
| Folkrepubliken Kinas premiärminister                           | Li Qiang               | 2023-        |
| Folkrepubliken Kinas vice premiärminister                      | Ding Xuexiang (förste) | 2023-        |
| Folkrepubliken Kinas vice premiärminister                      | He Lifeng (andre)      | 2023-        |
| Folkrepubliken Kinas vice premiärminister                      | Zhang Guoqing (tredje) | 2023-        |
| Folkrepubliken Kinas vice premiärminister                      | Liu Guozhong (fjärde)  | 2023-        |
| Stadsrådets generalsekreterare                                 | Wu Zhenglong           | 2013-        |
| Finansminister                                                 | Liu Kun                | 2018-        |
| Utrikesminister                                                | Qin Gang               | 2022-        |
| Försvarsminister                                               | Li Shangfu             | 2023-        |
| Utbildningsminister                                            | Huai Jinpeng           | 2021-        |
| Näringsminister                                                | Wang Wentao            | 2020-        |
| Ordförande i nationella hälsokommissionen                      | Ma Xiaowei             | 2018-        |
| Ordförande i Nationella kommissionen för utveckling och reform | Zheng Shanjie          | 2023-        |
| Transportminister                                              | Li Xiaopeng            | 2016-        |
| Civilminister                                                  | Tang Dengjie           | 2022-        |
| Chef för Kinas folkbank                                        | Yi Gang                | 2018-        |